# Bab er-Rouah
Bab er-Rouah (també Bab er-Ruwah o Bab Rouah) és una porta de les muralles de la ciutat de Rabat (Marroc) de l'època almohade.

## Història
La va construir el califa almohade Abu-Yússuf Yaqub al-Mansur a la fi del segle xii, com a part del conjunt monumental que començà a construir ací. La porta i les muralles contigües s'acabaren el 1197. El nom àrab Bab ar-Ruwah, que significa 'Porta dels Vents', probablement deriva dels forts vents de l'Atlàntic que assoten la ciutat.
L'arc d'entrada a la porta hui és més petit del que era originàriament, perquè ha estat parcialment omplit amb pedres. Aquesta reducció data de l'època del soldà alauita Sidi Mulay Muhammad III ibn Abdallah (segona meitat del segle xviii), que va realitzar ajustos semblants a la porta de Bab Agnaou, a Marràqueix.:480

## Arquitectura

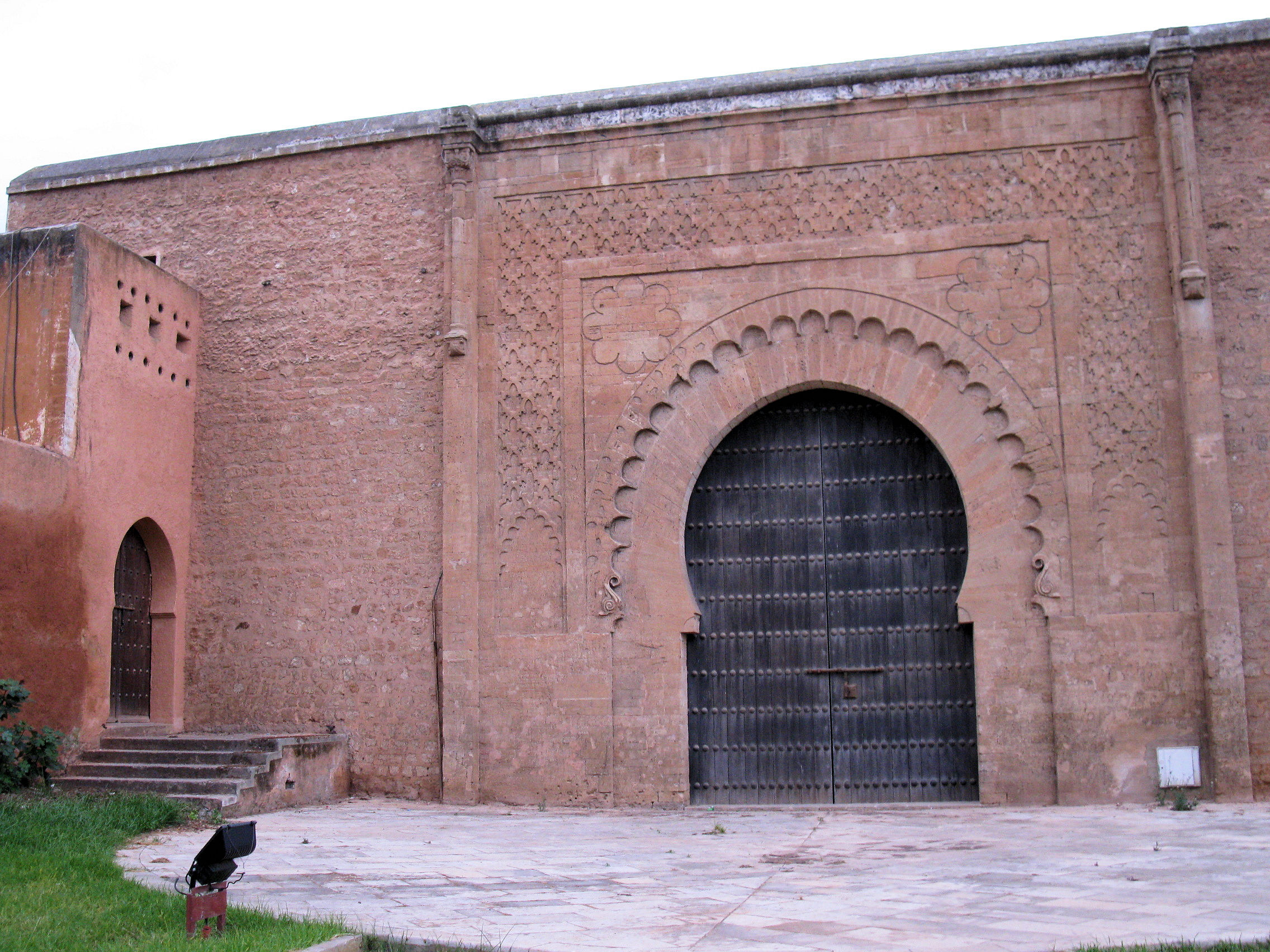
La façana interior de la porta

La porta destaca per l'estructura defensiva, així com per la rica decoració tallada en pedra, comparable a la d'altres portes monumentals almohades com la Bab Oudaia (també a Rabat) i la Bab Agnaou de Marràqueix. La porta fou construïda en pedra rogenca, però el constant vent marí ha canviat gran part del seu color cap a un gris més apagat. L'entrada exterior de la porta està flanquejada per dues torres. La decoració de la façana exterior de la porta inclou tres semicercles concèntrics amb motius polilobulats i en raig, que alhora queden emmarcats. Els dos extrems del semicercle més interior, en el naixement de l'arc, estan tallats en formes serpentines en forma de "S", que també es veuen en la Bab Oudaia, però rarament en altres portes. A les cantonades hi ha motius vegetals en arabesc i al centre contenen una petxina tallada. El marc conté una inscripció àrab en escriptura cúfica amb un vers alcorànic que diu:
| «                 | Perquè de vosaltres emergisca una comunitat que cride el bé, ordene allò que s'ha reconegut i impedisca allò que és rebutjable. Aquells assoliran l'èxit. I no sigueu pas com els que es van dividir i caigueren en discòrdia, quan ja en tenien proves clares. Aquells tindran un càstig immens. | » |
| — Alcorà, 3:104-5 | |   |

La façana interior (que mira cap a la ciutat) està ornamentada de manera més senzilla, amb un sol semicercle polilobulat al voltant de l'arc de ferradura, que resta emmarcat per una ampla banda farcida amb un patró xebka.